# オースティン・セオリー
オースティン・セオリー（Austin Theory、本名:オースティン･ホワイト、1997年8月2日 - ）は、アメリカ合衆国のプロレスラー兼ボディビルダー。
2024年現在WWEで活動。

## 来歴
インディー団体

## 得意技

### フィニッシュ・ホールド
A-Town Down
相手をファイヤーマンズキャリーの体勢で持ち上げ、相手を右側に旋回させながら相手の首を両手で掴みうつ伏せ状態で落下、同時に自らの片膝(右膝)を立てて相手の顔面に叩きつける変形のフェイスバスター。
ATL
「Austin Theory Launch」の略称。
相手をファイヤーマンズキャリーで両肩に担ぎ上げて、相手を右側に旋回させながら自らジャンプして同時に相手の頭部を右肩に固定しながら背面から倒れ込み、相手は顔面を打ち付ける。「変形ダイヤモンド・カッター」TKOと同型。インディー時代は「アンプルーブン・カッター」の名称で使用。

### その他
アタクシア
相手の頭部を自身の股下に差し込み、右腕を捕らえながら自身の右手で相手の右膝裏を掴み、そのまま担ぎ上げると同時に相手を360°縦回転させてマットに叩きつける変形フェイスバスター。技名は「運動失調症」の意味。
ローリング・サンダー・ドロップキック
ロープで反動をつけて前方回転してからのドロップキックを放つ技。
クローズライン
ローリング・サンダー・ブロックバスター
前転してからジャンプと同時に相手の頭部を抱え込み、そのまま飛び越えるように前方回転して後頭部からマットに叩きつける変形ネックブリーカー。

## 獲得タイトル
WWE
- WWE US王座 : 2回
- WWE・スマックダウン・タッグチーム王座:1回
  - w/グレイソン・ウォーラー
- Mr. マネー・イン・ザ・バンク : 2022年

## 入場曲
Sound The Alarm 
A-Town Down - 現在使用中